# Rhizoctonia pini-insignis
Rhizoctonia pini-insignis är en svampart som beskrevs av E. Castell. 1935. Rhizoctonia pini-insignis ingår i släktet Rhizoctonia och familjen Ceratobasidiaceae.   Inga underarter finns listade i Catalogue of Life.